# 薩多韋 (洛佐瓦區)
49°3′25″N 36°31′18″E / 49.05694°N 36.52167°E
薩多韋（烏克蘭語：Садове）是位於烏克蘭東部的村莊，由哈爾科夫州洛佐瓦區的洛佐瓦市鎮負責管轄。該村處於布里泰河畔，距離伊萬尼夫卡2公里，始建於1871年，面積0.99平方公里，海拔高度97米，2001年人口119。